# Ahnõjärv
Ahnõjärv (est. Ahnõjärv (Karula Ahnõjärv)) – jezioro w Estonii, w prowincji Võrumaa, w gminie Antsla. Położone jest na południowy zachód od wsi Ähijärve. Ma powierzchnię 2,6 ha linię brzegową o długości 649 m, długość 270 m i szerokość 175 m. Sąsiaduje z jeziorami Alakonnu, Ähijärv, Pautsjärv, Lajassaarõ, Vihmjärv. Położone jest na terenie Parku Narodowego Karula.